# Szentmáté község
Szentmáté község (románul: Comuna Matei) község Beszterce-Naszód megyében, Romániában. Központja Szentmáté, beosztott falvai Aranyosmóric, Bödön, Kékesújfalu, Szászencs, Újős.

## Népessége
A 2011-es népszámlálás adatai alapján a község népessége 2563 fő volt.